# Shifty Adventures in Nookie Wood
Shifty Adventures in Nookie Wood – album walijskiego kompozytora Johna Cale’a. Wydawnictwo ukazało się w październiku 2012 roku nakładem wytwórni muzycznej Double Six Records. Okładkę albumu zaprojektował Rob Carmichael.

## Lista utworów
1. „I Wanna Talk 2 U“ − 3:33
2. „Scotland Yard“ − 4:59
3. „Hemmingway“ − 3:58
4. „Face to the Sky“ − 4:58
5. „Nookie Wood“ − 4:05
6. „December Rains“ − 4:41
7. „Mary“ − 5:39
8. „Vampire Café“ − 5:47
9. „Mothra“ − 3:30
10. „Living with You“ − 4:03
11. „Midnight Feast“ − 5:00
12. „Sandman (Flying Dutchman)“ − 3:44

## Twórcy
- John Cale − śpiew, instrumenty klawiszowe, gitara, gitara basowa, syntezator, altówka
- Dustin Boyer − gitara, syntezator, wokal wspierający
- Michael Jerome Moore − perkusja
- Joey Maramba − gitara basowa
- Danger Mouse − gitara basowa, syntezator („I Wanna Talk 2 U“)
- Erik Sanko − gitara basowa („Scotland Yard“)[2]
- Eden Cale − wokal wspierający („Hemingway“)